# Ошейниковая пустынная игуана
Ошейниковая пустынная игуана (лат. Crotaphytus collaris) — ящерица семейства Crotaphytidae.

## Описание
Ошейниковая пустынная игуана достигает в длину до 35 см. Самцы этого вида окрашены чаще ярче чем самки. Самцы сверху желтоватые, светло-оранжевые, зеленовато-серые с мелкими светлыми пятнышками. Вдоль спины тянутся 5—6 светлых узких поперечных полос. На уровне передних лап с каждой стороны имеется ярко-чёрный поперечный ошейник, который окаймлен беловатыми или желтоватыми линиями. Голова сверху светло-серого или беловатого цвета с мелкими тёмными пятнами. Передние лапы яркого сине-зелёного цвета, задние синевато-зелёные со светлыми пятнышками. Может в зависимости от освещения изменять цвет.

## Распространение
Ошейниковая пустынная игуана распространена на юго-западе США, а также в Мексике в скалистых засушливых областях.

## Питание
Вид питается насекомыми, мелкими позвоночными животными, а также цветками, листьями и фруктами.

## Образ жизни
Ошейниковая пустынная игуана активна в дневное время. Она сидит часто на возвышенных местах, высматривая добычу и врагов. Животные могут передвигаться на задних ногах с высокой скоростью, при этом длинный хвост служит им балансиром.
Начиная с конца ноября животные впадают в зимнюю спячку на 2—3 месяца.

## Размножение
Это яйцекладущая ящерица. Самка откладывает 5—10 яиц. За сезон бывает 2 кладки. Через 3 месяца появляются молодые ящерицы.